# Rudolph Joseph von Colloredo-Waldsee
Rudolph Joseph von Colloredo-Waldsee (Praga, 6 luglio 1706 – Vienna, 1º novembre 1788) è stato un nobile e politico austriaco.
Fu vice cancelliere del Sacro Romano Impero.

## Biografia
Rudolph Joseph era figlio di Hieronymus von Colloredo-Waldsee, governatore imperiale della Lombardia; sua madre era Johanna Caroline, figlia del ministro di stato austriaco conte Wenzel Norbert Kinsky zu Wchinitz und Tettau.
Studiò a Milano, dove il padre era impiegato, per poi trasferirsi a Praga ed infine a Vienna. Supportato apertamente da suo padre, poté facilmente scalare le vette della carriera amministrativa dell'impero: all'età di soli 22 anni era già membro del Consiglio Imperiale e dal 1731 al 1734 fu inviato nel regno di Boemia e al Reichstag di Ratisbona. Continuò quindi come inviato verso vari principi in tutto l'impero, nonché svolse il delicato compito di ministro plenipotenziario presso le province imperiali e commissario per l'elezione del principe-vescovo di Augusta. Nel 1735 venne nominato consigliere segreto dell'imperatore e nel 1740 venne chiamato a sostituire Johann Adolf von Metsch come vice cancelliere del Sacro Romano Impero. Maria Teresa gli affidò il grande compito di promuovere e pubblicizzare largamente l'elezione di suo marito Francesco Stefano di Lorena a imperatore, ma venne costretto a lasciare i suoi prestigiosi incarichi dopo che la fazione opposta agli Asburgo elesse Carlo VII della casata dei Wittelsbach. Rimase comunque in servizio come ambasciatore.
Dopo la prematura scomparsa dell'imperatore Carlo VII, nel 1745 firmò per l'Austria il Trattato di Füssen e fece una nuova campagna di promozione per l'elezione del principe consorte di Maria Teresa, questa volta con successo, motivo per cui venne rinominato vice cancelliere dell'Impero dal nuovo sovrano. Nel 1763 venne elevato al rango personale di principe. 
Come membro del consiglio di stato, criticò la politica di Wenzel Anton von Kaunitz-Rietberg e guardò alla Francia come il vero nemico per l'Austria e l'Impero, contestando la politica di riavvicinamento che si stava portando avanti tra i due paesi. Sostenne sull'altro fronte l'alleanza con l'Inghilterra, motivo per cui si inimicò anche Maria Teresa stessa, la quale già gli criticava la passione per le donne, per il gioco d'azzardo e le sue stravaganze a corte, pur riconoscendogli una certa dose di saggezza nell'amministrazione, sebbene si fosse dimostrato carente di un'adeguata conoscenza degli affari di stato in più di una occasione.
La sua figura perse completamente il vigore dei primi anni sotto il governo di Giuseppe II, quando decise di farsi da parte sempre più per lasciare spazio al figlio primogenito Franz Gundaker.
Morì a Vienna il 1º novembre 1788.

## Matrimonio e figli
Sposò Maria Gabriela, figlia del ministro austriaco conte Gundakar Thomas von Starhemberg; da questo matrimonio nacquero 18 figli, di cui solo quattro raggiunsero la maggiore età, tra cui: 
- Maria Antonia Gundakara (21 aprile 1728 – 2 ottobre 1757), sposò il conte Prokop Adalbert Czernin von und zu Chudenitz
- Franz de Paula Gundaker (28/5/1731, Vienna – 27/10/1807, Vienna), suo successore nei beni e titoli di famiglia, nonché come lui vice cancelliere del Sacro Romano Impero
- Hieronymus (31 maggio 1732, Brno – 20 maggio 1812, Vienna), principe-arcivescovo di Salisburgo e primo datore di lavoro di Mozart
- Joseph Maria (11/9/1735 – 26/11/1818), generale e gran priore in Boemia del Sovrano Militare Ordine di Malta, presidente del consiglio di guerra imperiale e feldmaresciallo dell'esercito.
- Wenzel Joseph (15/10/1738 – 1822), generale, commendatore di Coblenza dell'Ordine Teutonico
- Marie Gabriela (24/6/1741 – 23/5/1801), sposò il 27 gennaio 1762 il conte Jan Pálffy de Erdőd (18/8/1728 – 23/2/1791)
- Marie Theresie (18/7/1744 – 14/8/1828), sposò il 16 giugno 1776 il conte Eugen von Schönbornu-Buchheimu-Heussenstammu (17/1/1727 – 25/7/1801)
- Marie Franziska (2/4/1746 – 25/1/1795), sposò il 27 novembre 1765 il conte Stephan Olivier Wallis von Karighmainu (19/7/1744 – 5/2/1832)
- Marie Caroline (14/2/1752 – 20/9/1832), sposò il 18 maggio 1772 il conte Ferdinand von Trauttmansdorff (12/1/1749 – 27/8/1827)

## Ascendenza
|                                                  |                                             |                                       | Genitori                          |  |  | Nonni |  |  | Bisnonni                   |  |  | Trisnonni                 |  |
|                                                  |                                             |                                       |                                   |  |  |       |  |  | Fabio II di Colloredo-Mels |  |  | Niccolò di Colloredo-Mels |  |
|                                                  |                                             |                                       |                                   |  |  |       |  |  | Fabio II di Colloredo-Mels |  |  | Niccolò di Colloredo-Mels |  |
|                                                  |                                             | Laura Pola                            |                                   |  |  |       |  |  | Fabio II di Colloredo-Mels |  |  |                           |  |
| Ferdinando di Colloredo-Mels                     |                                             |                                       |                                   |  |  |       |  |  | Fabio II di Colloredo-Mels |  |  |                           |  |
|                                                  |                                             | Claudia di Colloredo                  | Orazio di Colloredo               |  |  |       |  |  |                            |  |  |                           |  |
|                                                  |                                             | Claudia di Colloredo                  | Orazio di Colloredo               |  |  |       |  |  |                            |  |  |                           |  |
|                                                  |                                             | Claudia di Colloredo                  | Lucia Anna di Porcia              |  |  |       |  |  |                            |  |  |                           |  |
| Girolamo di Colloredo-Waldsee                    |                                             | Claudia di Colloredo                  |                                   |  |  |       |  |  |                            |  |  |                           |  |
|                                                  |                                             | Giambattista Rabatta                  | Antonio Rabatta                   |  |  |       |  |  |                            |  |  |                           |  |
|                                                  |                                             | Giambattista Rabatta                  | Antonio Rabatta                   |  |  |       |  |  |                            |  |  |                           |  |
|                                                  |                                             | Giambattista Rabatta                  | Felicita di Colloredo-Mels        |  |  |       |  |  |                            |  |  |                           |  |
| Felicita Rabatta                                 |                                             | Giambattista Rabatta                  |                                   |  |  |       |  |  |                            |  |  |                           |  |
|                                                  |                                             | Isabella Catherina Thurn-Valsassina   | Giovanni Filippo Thurn-Valsassina |  |  |       |  |  |                            |  |  |                           |  |
|                                                  |                                             | Isabella Catherina Thurn-Valsassina   | Giovanni Filippo Thurn-Valsassina |  |  |       |  |  |                            |  |  |                           |  |
|                                                  |                                             | Isabella Catherina Thurn-Valsassina   | Eleonora Maria Gonzaga di Luzzara |  |  |       |  |  |                            |  |  |                           |  |
| Rudolph Joseph von Colloredo-Mansfeld            |                                             | Isabella Catherina Thurn-Valsassina   |                                   |  |  |       |  |  |                            |  |  |                           |  |
|                                                  | Jan Oktavian Kinsky von Wchinitz und Tettau | Wenzel Kinsky von Wchinitz und Tettau |                                   |  |  |       |  |  |                            |  |  |                           |  |
|                                                  | Jan Oktavian Kinsky von Wchinitz und Tettau | Wenzel Kinsky von Wchinitz und Tettau |                                   |  |  |       |  |  |                            |  |  |                           |  |
|                                                  | Jan Oktavian Kinsky von Wchinitz und Tettau | Elisabeth Krajir von Krajk            |                                   |  |  |       |  |  |                            |  |  |                           |  |
| Wenceslaus Norbert Kinsky zu Wchinitz und Tettau | Jan Oktavian Kinsky von Wchinitz und Tettau |                                       |                                   |  |  |       |  |  |                            |  |  |                           |  |
|                                                  |                                             | Margherita Maddalena di Porcia        | Giovanni di Porcia                |  |  |       |  |  |                            |  |  |                           |  |
|                                                  |                                             | Margherita Maddalena di Porcia        | Giovanni di Porcia                |  |  |       |  |  |                            |  |  |                           |  |
|                                                  |                                             | Margherita Maddalena di Porcia        | Anna Maria von Raunach            |  |  |       |  |  |                            |  |  |                           |  |
| Felicita Kinsky von Wchinitz und Tettau          |                                             | Margherita Maddalena di Porcia        |                                   |  |  |       |  |  |                            |  |  |                           |  |
|                                                  |                                             | Maximilián Valentin Bořita z Martinic | Jaroslav Bořita z Martinitz       |  |  |       |  |  |                            |  |  |                           |  |
|                                                  |                                             | Maximilián Valentin Bořita z Martinic | Jaroslav Bořita z Martinitz       |  |  |       |  |  |                            |  |  |                           |  |
|                                                  |                                             | Maximilián Valentin Bořita z Martinic | Maria Eusebia ze Šternberka       |  |  |       |  |  |                            |  |  |                           |  |
| Anna Franziska Barbara zu Martinicz              |                                             | Maximilián Valentin Bořita z Martinic |                                   |  |  |       |  |  |                            |  |  |                           |  |
|                                                  |                                             | Anna Katerina Bukůvková z Bukůvky     | Bernhard Bukůvkov z Bukůvky       |  |  |       |  |  |                            |  |  |                           |  |
|                                                  |                                             | Anna Katerina Bukůvková z Bukůvky     | Bernhard Bukůvkov z Bukůvky       |  |  |       |  |  |                            |  |  |                           |  |
|                                                  |                                             | Anna Katerina Bukůvková z Bukůvky     | Anna Maria Sobekursky von Sobekur |  |  |       |  |  |                            |  |  |                           |  |
|                                                  |                                             | Anna Katerina Bukůvková z Bukůvky     |                                   |  |  |       |  |  |                            |  |  |                           |  |